# Долгое-долгое время
«Долгое-долгое время» (англ. Long, Long Time) — третий эпизод американского постапокалиптического телесериала «Одни из нас». Сценарий эпизода написал Крейг Мейзин, а Питер Хоар стал его режиссёром. Премьера эпизода состоялась 29 января 2023 года на канале HBO. В эпизоде Джоэл (Педро Паскаль) и Элли (Белла Рамзи) отправляются в Линкольн (штат Массачусетс), чтобы найти Билла (Ник Офферман). Во флешбэках показывают двадцать лет жизни Билла: обустройство собственного посёлка, встречу с партнёром Фрэнком (Мюррей Бартлетт) и их совместную жизнь.
Мейзин хотел расширить историю Билла из видеоигры, на которой основан сериал — он чувствовал, что она позволит глубже взглянуть на любовь, счастье и течение времени. Съёмки эпизода проходили в районе Бичвуд в Хай-Ривере (Калгари) в сентябре 2021 года. Художник-постановщик Джон Пейно и его команда сконструировали город Линкольн примерно за несколько недель. Подавляющее большинство критиков сочло этот эпизод лучшим в сезоне, особой похвалы удостоилась актёрская игра Оффермана и Бартлетта, сценарий Мейзина и режиссура Хоара. В первый день показа эпизод посмотрело 6,4 миллионов зрителей.

## Сюжет
В 2023 году по пути в Линкольн (штат Массачусетс) Джоэл (Педро Паскаль) и Элли (Белла Рамзи) натыкаются на массовое захоронение вдоль дороги. Джоэл объясняет, что во время эвакуации военные расстреляли некоторых выживших из небольших городов, чтобы сохранить еду и жилплощадь тем, кого они сочли достаточно здоровыми для работы в карантинных зонах.
Во флешбэках показывают историю Билла и Фрэнка. В 2003 году в Линкольне Билл (Ник Офферман) следит за эвакуацией населения из подземного бункера под своим домом. Затем он обыскивает заброшенные предприятия в поисках припасов и материалов, чтобы сделать генератор, забор под напряжением и разнообразные ловушки. Четыре года спустя, проверяя одну из своих ловушек, Билл находит человека по имени Фрэнк (Мюррей Бартлетт), который убеждает его дать ему еду, душ и свежую одежду. Перед тем как отправиться в Бостон, он уговаривает Билла сыграть на пианино. Благодаря страстному пению Билла, Фрэнк делает вывод, что у Билла никогда никого не было в жизни, и он целует его, после чего двое мужчин занимаются сексом. Три года спустя Фрэнк убеждает Билла помочь ему навести порядок в районе, чтобы они могли начать заводить друзей. Мизантроп и параноик Билл настроен скептически, особенно когда Фрэнк приглашает Тесс (Анна Торв) и Джоэла в гости на ланч, чтобы обсудить операцию по контрабанде. Джоэл убеждает Билла принять план Фрэнка, указывая на недостатки в обороне города, которые он и Тесс могут помочь исправить. Позже налётчики пытаются проникнуть в город и серьёзно ранят Билла, но не могут пройти забор и ловушки.
Десять лет спустя Билл и Фрэнк уже пожилые люди. Фрэнк, страдающий от неизлечимого дегенеративного заболевания и прикованный к инвалидному креслу, просит Билла об эвтаназии. В свой последний день Билл и Фрэнк вступают в брачный союз. После ужина Билл подсыпает смертельную дозу снотворного в их напитки, признавшись Фрэнку, что он не хочет продолжать жить без него. Они уходят в спальню.
Несколько недель спустя Джоэл добирается до Линкольна вместе с Элли. Элли находит письмо от Билла, в котором он объясняет, как забота о Фрэнке дала ему цель в жизни, и что и у него, и у Джоэла есть миссия спасать жизни любой ценой. Джоэл просит Элли никогда не упоминать Тесс, а также скрывать ото всех свой иммунитет и беспрекословно выполнять указания Джоэла. Джоэл забирает оставленные Биллом припасы, оружие и автомобиль и отправляется вместе с Элли в Вайоминг в поисках Томми.

## Производство

### Разработка и сценарий

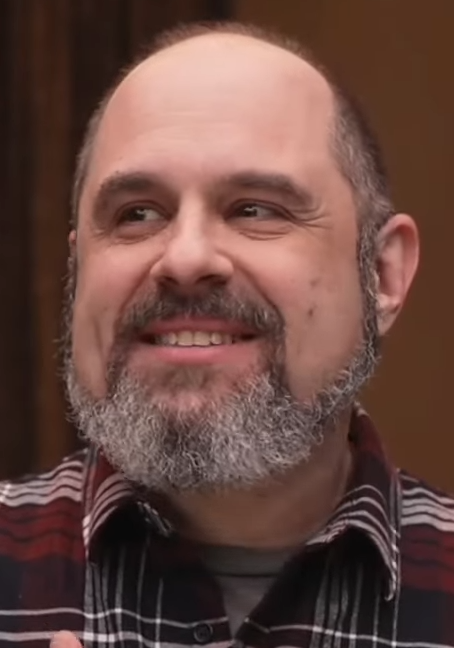
Сценарий к эпизоду написал соавтор сериала Крейг Мейзин

Сценарий к эпизоду был написан соавтором сериала «Одни из нас» Крейгом Мейзином, а его режиссёром стал Питер Хоар. В июле 2021 года Гильдия режиссёров Канады сообщила, что Хоар был назначен режиссёром одного из эпизодов сериала. В декабре 2022 года на сайте Rotten Tomatoes было раскрыто название эпизода. Мейзин хотел, чтобы этот эпизод служил в качестве «передышки от страха» из предыдущих эпизодов, и чтобы он исследовал надежду без постоянной угрозы опасности. При подготовке эпизода Мейзин нанёс на карту территорию Билла и исследовал, насколько хватит природного газа при составленных им условиях. Его первоначальный сценарий был «слегка длиннее», чем финальный эпизод. Первоначальная версия эпизода Хоара длилась около 77 минут; он сократил его до 72 минут, но Мейзин настоял на том, чтобы они вновь вернули некоторые элементы, в результате чего финальная продолжительность эпизода составила 75 минут. Хоар чувствовал, что эпизод продолжительностью в 59 минут провалился бы.
Мейзин обратился к соавтору сериала Нилу Дракманну, который является автором и режиссёром видеоигры, на которой основано телешоу, с идеей расширить историю Билла и Фрэнка из игр; он чувствовал, что включение Билла в игру было построено вокруг геймплея, в то время как телесериал позволил бы глубже взглянуть на персонажа. Дракманн одобрил эту идею, поскольку, по его мнению, она улучшила общее повествование сериала; он посчитал разумным то, что были включены позитивные отношения, поскольку в сериале уже было несколько примеров с мрачным исходом. Он обнаружил, что версия событий из игр, где Билл спасает жизнь Джоэлу в настоящем времени, а Фрэнк уже был мёртв, была бы слишком скучной в качестве телеэпизода без участия игрока, и точно так же в сюжете шоу отсутствовали боевые сцены, необходимые для геймплея:26:03. Мейзин получил большое удовольствие от возможности продемонстрировать течение времени и событий в течение первых 20 лет после вспышки пандемии, которые не были показаны в играх. Он считал, что этот эпизод был возможностью показать, что счастья и покоя всё ещё можно было достичь; он хотел, чтобы эпизод исследовал дихотомию любви к кому-то, что является повторяющейся темой в сериале, и то, как любовь проявляется в постапокалипсисе.
Эпизод намеренно не конкретизирует дегенеративное заболевание Фрэнка; Мейзин сказал, что это был либо рассеянный склероз, либо ранняя форма БАС:35:26. Одна из реплик Билла, «Это не трагическое самоубийство в конце пьесы», была вдохновлена пьесой Марта Кроули «Парни в группе» (1968); Мейзин хотел избежать приравнивания гомосексуальности к трагедии:38:07. Финальный кадр с открытым окном был отсылкой к титульному экрану игры; Мейзин чувствовал, что это подразумевало обещание и потерю, и в то же время означало, что Билл и Фрэнк были в мире друг с другом:46:35. Хоар чувствовал, что кадр позволил провести один последний момент с Биллом и Фрэнком. Бартлетт посчитал финальный кадр романтичным, а Офферман — эмоциональным; Мейзин посчитал, что это был счастливый конец. Дракманн посчитал, что предсмертная записка Билла служила напоминанием о неудаче Джоэла в том, что он не смог защитить свою дочь Сару и партнёршу Тесс в двух предыдущих эпизодах:3:05.

### Подбор актёров и персонажи
15 июля 2021 года было объявлено, что Мюррей Бартлетт и Кон О’Нилл получили соответствующие роли Фрэнка и Билла. Бартлетт не был знаком с исходным материалом, но шоу привлекло его после того, как он прочитал сценарий. После утверждения на свою роль он исследовал игру и посчитал её «кинематографичной», в особенности ему понравились персонажи, сюжет и темы. По словам Мейзина, продюсеры плакали во время прослушивания Бартлетта. Дракманн ожидал, что некоторые фанаты будут расстроены из-за появления Фрэнка в шоу, так как это является расхождением с сюжетом игры. 5 декабря Бартлетт заявил, что Ник Офферман появится в сериале в роли, близкой к его собственной; два дня спустя было объявлено, что Офферман исполнит роль Билла, заменив О’Нилла, который был вынужден покинуть проект из-за конфликтов в расписании со съёмками сериала «Наш флаг означает смерть»:13:36. Мейзин хотел, чтобы роли Фрэнка и Билла исполнили геи, но, после ухода О’Нилла, по предложению исполнительного продюсера Кэролин Штраусс, его привлекли на участие в кастинге Оффермана.
Мейзин был вдохновлён тем, чтобы позвать в сериал такого комедийного актёра как Офферман, потому что «у забавных людей есть душа»; этой мантре он научился у Винса Гиллигана, ссылаясь на выступления таких актёров, как Брайан Крэнстон в «Во все тяжкие» и Боб Оденкёрк в «Лучше звоните Солу». Конфликт с расписанием первоначально не позволял Офферману согласиться на роль, но он решил взять её после того, как его жена Меган Маллалли прочитала сценарий; он почувствовал привязанность к материалу и нашёл родство с Биллом благодаря его опыту в рукоделии. Первая реплика Билла в эпизоде, «Не сегодня, вы, ублюдки Нового мирового порядка в ботфортах», изначально была написана в сценарии как описание, но Офферман настоял на том, чтобы произнести её вслух. Офферман сам отобрал несколько книг и видеофильмов для размещения в развлекательной зоне Билла.
Тренер по пению помогал Офферману и Бартлетту в исполнении песни «Long, Long Time»; Бартлетта он специально учил петь хуже. Офферман репетировал песню вместе с Маллалли, которая является певицей. Оператор Эбен Болтер вспоминал, что видел, как руки Оффермана дрожали между дублями съёмок пения. Мейзин и Офферман, которые оба являются гетеросексуалами, обратились за советом и одобрением к мужчинам-геям, участвовавшим в производстве, среди которых были Бартлетт, Хоар, монтажёр Тимоти А. Гуд и продюсер Сесил О’Коннор; в конечном счёте Мейзин счёт их возраст более важным, чем их сексуальность, поскольку он хотел исследовать длительные, серьёзные отношения:13:54. Мейзин чувствовал, что неопытность Оффермана в исполнении роли гея помогла ему, поскольку Билл был неопытен в исследовании своей собственной сексуальности. В сцене секса Офферман обнаружил, что дискомфорт Билла было «легко передать», так как члены съёмочной группы наблюдали за ним на съёмочной площадке.

### Музыка
Мейзин хотел, чтобы Билл и Фрэнк изначально соединились через песню об одинокой сердечной боли:16:40; изо всех сил пытаясь найти песню, он поговорил со своим другом Сетом Рудецки, который сразу же предложил песню Линды Ронстадт «Long, Long Time»:18:06. В эпизоде также звучали песни «I’m Coming Home to Stay» от Fleetwood Mac и «White Room» от Cream, а в финальной сцене Билла и Фрэнка звучит песня Макса Рихтера «On the Nature of Daylight».
Через час после трансляции эпизода запрос на песню Ронстадт «Long, Long Time» на Spotify в США увеличился на 4900 процентов по сравнению с предыдущей неделей; несколько изданий сравнили это с возрождением популярности песни Кейт Буш «Running Up That Hill» в 2022 году после того, как она была использована в четвёртом сезоне «Очень странных дел».

### Съёмки

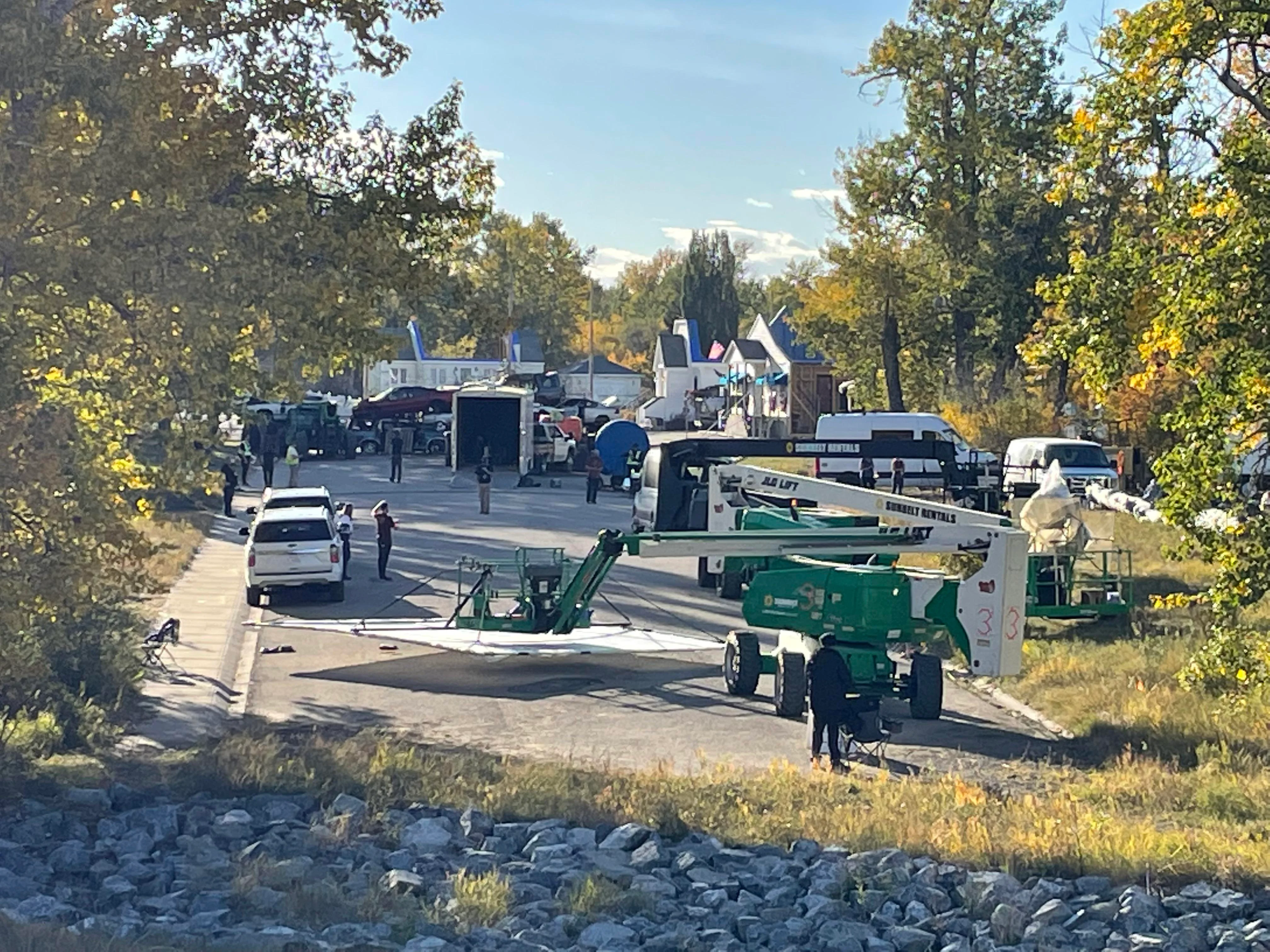
Город Билла, а именно Линкольн (Массачусетс), был воссоздан в бывшем районе Бичвуд в Хай-Ривере, Калгари

«Долгое-долгое время» был снят в сентябре 2021 года; подготовка к съёмкам занимала около 20 дней, ровно как и сами съёмки. Эбен Болтер выступил в качестве оператора. 12 июля городской совет Хай-Ривера одобрил запрос съёмочной группы о съёмках в бывшем районе Бичвуд в период с 12 июля по 31 октября; в обмен продюсеры выделили городу Хай-Ривер 100 000 канадских долларов для финансирования сообщества, которые в конечном были разделены между обществом High River Bike Park Society (80 процентов) и школой Спитце (20 процентов). Съёмочная группа также удалила три дерева в этом районе, за что они возместили городу дополнительные 15 000 долларов. Художник-постановщик Джон Пейно и его команда сконструировала город Линкольн примерно за шесть-двенадцать недель; поскольку Альберта — это тундра, зелень была перевезена из Ванкувера, чтобы воспроизвести листву Линкольна, количество которой была увеличено, чтобы продемонстрировать течение времени. У зданий не было крыш, из-за чего отделу визуальных эффектов приходилось добавлять их в каждый кадр.
Для внутренних съёмок на звуковой сцене были построены декорации, среди которых дом и бункер Билла. Передняя комната дома Билла существовала как на звуковой сцене, так и на натуре; натурная версия использовалась для того, чтобы камера могла перемещаться изнутри наружу во время боевой сцены. Хоар использовал минимальное освещение для боевой сцены, ограничившись лишь огнём и периодическими появлениями молний. Мейзин помогал в режиссуре сцены, снимая дополнительные крупные планы. Пейно чувствовал, что семья Билла, вероятно, была среди «первых поселенцев» города, о чём свидетельствует её центральное расположение, и, следовательно, хранила старые артефакты. Болтер, который является фанатом игр, предложил Мейзину идею финального кадра окна в качестве оммажа титульному изображению первой игры; угол внутри спальни был построен на платформе, позволяя съёмке с крана переходить снаружи внутрь. Он сказал, что им «пришлось бороться за этот кадр». Производство завершилось 5 октября 2021 года.

## Восприятие

### Показ и рейтинги
Премьера эпизода состоялась на канале HBO 29 января 2023 года. Энни Вершинг, исполнительница роли Тесс в видеоигре, умерла в тот же день. Мейзин сказал, что эпизод будет изменён, чтобы включить упоминание о ней, которое было добавлено позже на этой же неделе. В первую ночь после премьеры сериал посмотрели 6,4 миллиона зрителей в США (на HBO и HBO Max) — на 12 % больше, чем на предыдущей неделе, и на 37 % больше, чем у премьеры сериала. В ночь премьеры только по кабельному телевидению эпизод посмотрели 747 тысяч зрителей.

### Реакция критиков
На сайте Rotten Tomatoes «Долгое-долгое время» получил рейтинг 96 %, на основе 25 отзывов, со средней оценкой 9,9/10. По мнению критиков сайта, эпизод «крупно углубляет» историю шоу, «прекрасно отыгранную приглашёнными звёздами Ником Офферманом и Мюрреем Бартлеттом». Подавляющее большинство критиков сочло третий эпизод лучшим в сезоне, а некоторые из них назвали его одним из величайших эпизодов на телевидении; Дэниел Файнберг из «The Hollywood Reporter» посчитал, что этот эпизод поднял сериал на новый уровень, Джон Ньюджент из «Empire» назвал его «трогательным, удивительно романтичным и одним из лучших часов телевидения за последнее время»., а Энди Уэлш из «The Guardian» описал его как «абсолютно волшебное телевидение». Брайан Лоури из CNN написал, что финальный кадр «представлял собой идеальное приближение к почти идеальному часу телевидения».
Выступления Оффермана и Бартлетта удостоились высокой похвалы; Уильям Гудман из Complex назвал их «лучшими в их карьере», а Дейз Джонстон из Inverse сочла их достойными премии «Эмми». Кэт Мун из TV Guide также считала, что они заслуживают номинации на премию «Эмми», но чувствовала, что выступление Оффермана «требует особого внимания». Касаясь замены актёра в роли Билла, Уэлш из The Guardian написал: «Сейчас трудно представить кого-либо в этой роли, кроме Оффермана.» Обозреватели высоко оценили способность Оффермана изобразить более мягкую сторону Билла, а также энергичное и харизматичное отношение Бартлетта в роли Фрэнка. Бернард Бу из Den of Geek написал, что их «выступление в паре идеально», а Кит Фиппс из Vulture похвалил их способность передавать эмоции без диалогов. Напротив же, Джексон Макгенри из Vulture посчитал, что Офферман и Бартлетт «застряли в деревянных ролях, отыгрывая сентиментальную динамику». Также хорошо была принята актёрская игра Паскаля и Рамзи.
Дэвид Коут из The A.V. Club похвалил сценарий Мейзина за юмор и сердечность без откровенной слащавости. Аарон Бэйн из Push Square приветствовал решение сценаристов рассказать историю, которая отличается от игры; Белен Эдвардс из Mashable написала, что красота эпизода была бы невозможна, если бы сценаристы придерживались игр. Виктория Ритво из Slate, ссылаясь на письмо Билла Джоэлу, похвалила связь эпизода с более широкой историей, при этом оставаясь в значительной степени самодостаточной. Саймон Карди из IGN назвал последний день Билла и Фрэнка «удивительно трогательным от начала до конца»; Бу из Den of Geek сказал, что было «ошеломляюще смотреть» на это, впечатляющий подвиг, учитывая ограниченное время, проведённое с персонажами. Адам Старки из «Radio Times» чувствовал, что изображение зрелых однополых отношений установило новый ориентир для медиапространства. Стив Грин из IndieWire похвалил режиссуру Хоара и работу художника-постановщика Пейно. Брэдли Рассел из «Total Film» похвалил способность Хоара придавать значение небольшим моментам, ссылаясь на сцену, в которой Билл и Фрэнк едят клубнику. Вики Джессоп из «Evening Standard» посчитала, что, несмотря на красоту и трогательность эпизода, ему не хватало объяснений для зрителей, незнакомых с видеоигрой. Макгенри из Vulture написал, что эпизод «так усердно старается подражать тому, что мы себе представляем как престижное телевидение, что он вообще забывает что-либо сказать».